# Solon Ayala
Solon Ayala foi um violonista brasileiro, filho de paraguaios, nascido na cidade do Rio de Janeiro, atuante no rádio e na TV durante as décadas de 1940 e 1950. Fez diversos concertos de violão clássico pelo Brasil e gravou dois discos pela gravadora Sinter. É também conhecido por ter sido professor de violão clássico de Nara Leão.

## Biografia
Nascido no ano de 1927, Solon Ayala foi criado no bairro Glória na cidade do Rio de Janeiro. Iniciou os estudos de violão aos 11 anos de idade, por influência de seu pai, o paraguaio Pedro Pablo Ayala, amigo pessoal do grande violonista e compositor paraguaio Agustin Barrios. Em 1947, começou ainda jovem sua carreira como violonista em emissoras de rádio do Rio de Janeiro, passando por diversas rádios dentre elas Mauá, Roquette Pinto, Ministério da Educação, Globo e Jornal do Brasil. De 1951 a 1954, apresentou-se semanalmente na TV Tupi. Foi membro de uma das primeiras orquestras de violões que se há conhecimento, na Rádio Clube do Brasil, ao lado de grandes violonistas dentre os quais Dilermando Reis . Gravou dois discos pela Sinter: "Recital de Violão" (1956) e "Ouvindo... Solon Ayala e seu Violão" (1958) contemplando no repertório diversas músicas de compositores paraguaios, bem como arranjos próprios para peças clássicas e canções tradicionais. Apresentou-se em diversos concertos de violão clássico no Rio de Janeiro, tendo também excursionado por todo o Brasil, com destaque para suas atuações em Recife, Belo Horizonte e São Paulo. Conforme observado por Fábio Zanon em sua série de programas de rádio sobre a história do violão brasileiro, a atuação de Solon Ayala é considerada de grande relevância para a disseminação do concerto de violão no Brasil, formato de apresentação incomum para o instrumento ainda considerado marginal naquela época. Solon ficou conhecido também por ter sido professor de violão clássico de Nara Leão durante a infância da cantora.

## Discografia

### Recital de Violão (1956)
Vinyl - Long-Playing (LP) 10' - Gravado e Distribuído por Sinter (Catálogo SLP-1063)
Lado A
1. La Guardia (Antônio Sinopoli)
2. Estilo Pampeano (Abel Fleury)
3. La Despedida (Juan Rodriguez)
4. Malonguero de Ayer (Abel Fleury)

Lado B
1. Fascination (Fermo Dante Marchetti)
2. Granada Árabe (Vincent Gomez)
3. Serenata (Franz Schubert)
4. Valsa da Despedida (Tradicional)

### Ouvindo... Solon Ayala e seu Violão (1958)
Vinyl - Long-Playing (LP) 33'  - Gravado e Distribuído por Sinter (Catálogo SLP-1737)
Lado A
1. Johnny Guitar (Victor Young/Peggy Lee)
2. Valsa da Despedida (Tradicional)
3. Cinzas (Cândido das Neves "Índio")
4. Fascination (Fermo Dante Marchetti)
5. Mi Dicha Lejana (Emigdio Ayala Baez)
6. Prenda Minha (Tradicional)

Lado B
1. Berenice (César Ayala)
2. Estilo Pampeano (Abel Fleury)
3. Ave-Maria (Franz Schubert)
4. Mis Noches Sin Ti (Demetrio Ortiz/María Teresa Márquez)
5. Rosinha (César Ayala)
6. No Tengo La Culpa (Maurício Cardozo Ocampo)